# Sageretia
Sageretia is een geslacht uit de wegedoornfamilie (Rhamnaceae). Het telt ongeveer 35 soorten struiken en kleine bomen, die voorkomen Zuid-Azië, Oost-Azië en Noordoost-Afrika. 

## Soorten
- Sageretia brandrethiana Aitch.
- Sageretia camellifolia Y.L.Chen & P.K.Chou
- Sageretia filiformis G.Don
- Sageretia gracilis J.R.Drumm. & Sprague
- Sageretia hamosa (Wall. ex Roxb.) Brongn.
- Sageretia henryi J.R.Drumm. & Sprague
- Sageretia horrida Pax & K.Hoffm.
- Sageretia laxiflora Hand.-Mazz.
- Sageretia lucida Merr.
- Sageretia melliana Hand.-Mazz.
- Sageretia omeiensis C.K.Schneid.
- Sageretia paucicostata Maxim.
- Sageretia pycnophylla C.K.Schneid.
- Sageretia randaiensis Hayata
- Sageretia rugosa Hance
- Sageretia subcaudata Hand.-Mazz.
- Sageretia thea (Osbeck) M.C.Johnst.

... · 
Alphitonia · 
Ceanothus · 
Discaria · 
Gouania · 
Nesiota · 
Phylica · 
Pomaderris · 
Rhamnus (Vuilboom) · 
Sageretia · 
Ziziphus · 
...